# Jan III van Vendôme
Jan III van Vendôme bijgenaamd de Geestelijke (overleden in 1217) was van 1209 tot aan zijn dood graaf van Vendôme. Hij behoorde tot het huis Preuilly.

## Levensloop
Jan III was een zoon van graaf Burchard IV van Vendôme en diens echtgenote Agatha.
Als jongere zoon was hij voorbestemd voor een kerkelijke loopbaan. Na deel uitgemaakt te hebben van verschillende kloosterordes, volgde hij in 1209 zijn neef Jan II op als graaf van Vendôme. Vervolgens werd Jan teruggebracht naar de lekenstand, zodat hij kon huwen en voor erfgenamen kon zorgen. Hij huwde in 1213 met Maria, dochter van graaf Gwijde II van Saint-Pol. Het huwelijk bleef echter kinderloos.
In 1212 huldigde hij in Soissons koning Filips II van Frankrijk als leenheer van zijn gebieden. Ook was hij de oudste graaf van Vendôme van wie de munten bewaard werden.  
In 1217 overleed graaf Jan III van Vendôme. Zijn neef Jan IV volgde hem op als graaf.